# Armand Călinescu

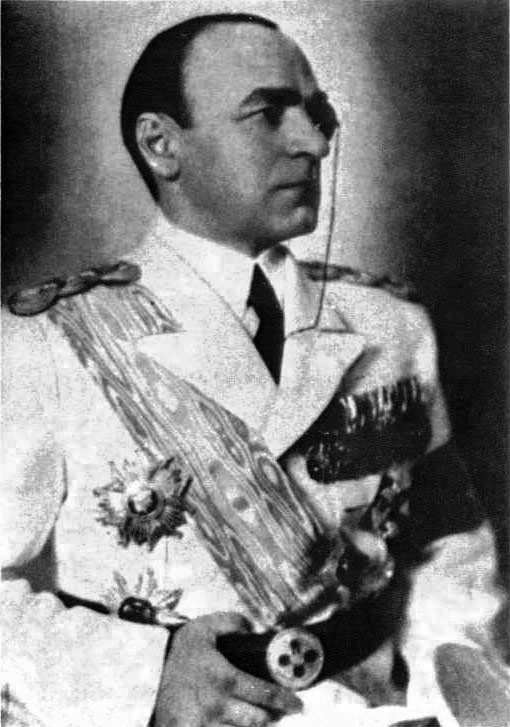
Armand Călinescu

Armand Călinescu (Pitești, 4 juni 1893 - Boekarest, 21 september 1939), was een Roemeens politicus.

## Biografie
Armand Călinescu werd geboren in Pitești, Walachije, in zuidelijk Roemenië. Zijn vader was een legerarts. Tussen 1912 en 1918 studeerde hij rechten en filosofie aan de Universiteit van Boekarest. Daarna studeerde hij economie en politicologie aan de Sorbonne.
Călinescu sloot zich aan bij de Nationale Boerenpartij (PNȚ) en behoorde aanvankelijk tot de linkervleugel van die partij (waartoe ook o.a. Mihai Ralea, Ernest Ene, Mihail Ghelmegeanu, Petre Andrei en Nicolae L. Lupu behoorden). Hij maakte van 1926 tot 1937 deel uit van het Roemeense parlement. Als parlementslid en als onderminister van Binnenlandse Zaken (14 januari - 12 november 1933) in het kabinet van premier Alexandru Vaida-Voevod verzette hij zich hevig tegen de fascistische IJzeren Garde van Corneliu Zelea Codreanu. Zijn verzet tegen de IJzeren Garde leidde zelfs tot de val van het kabinet-Vaida-Voevod (november 1933). Op 30 december 1933 werd premier Ion Duca, de opvolger van Vaida-Voevod, vermoord door leden van de IJzeren Garde. Deze moord op de premier deed Călinescus verzet tegen de IJzeren Garde steeds verder groeien.
Călinescu voerde oppositie tegen het kabinet van premier Gheorghe Tătărescu (Nationaal-Liberale Partij) dat hij betichtte van zwak optreden tegen de IJzeren Garde. Hij was een voorstander van de traditioneel pro-Franse en pro-Britse koers van zijn land en tegenstander van toenadering tot nazi-Duitsland. Zijn consequente anti-fascisme richtte zich in jaren '30 ook tegen andere fascistische en nazistische bewegingen in Roemenië.
Hoewel een anti-fascist, had hij als minister van Binnenlandse Zaken zitting in het kortstondige, door premier Octavian Goga geleide semi-fascistische kabinet dat werd gekenmerkt door antisemitisme (28 december 1937 - 10 februari 1938). Hij bleef minister van Binnenlandse Zaken onder premier Patriarch Miron Cristea (11 februari 1938 - 6 maart 1939). Hij was tevens minister van Volksgezondheid (30 maart 1938 - 1 februari 1939) en ook even van Defensie (1 februari - 6 maart 1939).

## Medeoprichter van hetFRNen premier
Armand Călinescu steunde de machtsgreep van koning Carol II van Roemenië in januari 1938 en de introductie van de nieuwe, autoritaire grondwet van 1938 die de stichting van de "Koninklijke Dictatuur" rechtvaardigde. Politieke partijen werden verboden. Eind 1938 was Călinescu betrokken bij de oprichting van de eenheidspartij Nationaal Renaissance Front (Frontul Renașterii Naționale, FRN). In januari 1939, een paar weken na de oprichting van het Nationaal Renaissance Front telde het front 3,5 miljoen leden en werd de eerste echte massapartij van Roemenië.
In februari 1938 verklaarde Călinescu, in zijn hoedanigheid als minister van Binnenlandse Zaken, dat de propaganda van de IJzeren Garde in strijd was met de nieuwe grondwet. Hij gaf opdracht tot sluiting van het persbureau van de Garde. In mei 1938 verbood hij IJzeren Garde en liet - met instemming van de koning - de leiders van de IJzeren Garde, waaronder Căpitanul Corneliu Zelea Codreanu, arresteren. Ook sympathisanten van de IJzeren Garde, zoals Nae Ionescu en Mircea Eliade, werden opgesloten. Codreanu en ongeveer 300 andere leden van de IJzeren Garde werden vermoord (Codreanu zgn. "op de vlucht"). Andere Gardisten moesten documenten ondertekenen waarin zij afstand namen van de partij en haar ideeën.
Op 7 maart 1939 benoemde koning Carol II Călinescu tot premier. Hij nam tevens de posten van minister van Binnenlandse Zaken en Defensie op zich. Hij stond tijdens zijn korte premierschap bekend als de "man van staal" vanwege zijn doeltreffende optreden om het geweld van de IJzeren Garde te stoppen. In september 1939, na de Duitse invasie in Polen beschuldigden pronazi leden van de IJzeren Garde Călinescu en koning Carol ervan geheime afspraken te hebben gemaakt met de Britse geheime dienst inzake de olievelden van Prahova, om zo te voorkomen dat de Duitsers ze zouden gaan controleren en exploiteren.

## Moordaanslag op Călinescu
Op 21 september 1939 werd de auto van Călinescu door gewapende mannen tegengehouden. De mannen openden het vuur op Călinescu en de andere inzittenden, zijn chauffeur en zijn lijfwacht, die allen om het leven kwamen. Călinescu was door zeker twintig kogels getroffen. De moordenaars waren leden van de IJzeren Garde en handelden in directe opdracht van Horia Sima, de opvolger van Codreanu als leider van de Garde. Een interim-regering onder Gheorghe Argeșanu nam direct harde maatregelen en liet de moordenaars snel oppakken en executeren. De lichamen van de moordenaars werden dagenlang in het openbaar tentoongesteld.
Armand Călinescu werd begraven in een tombe. Twee jaar later (1941), tijdens de rebellie van de Gardisten, werd zijn tombe opgeblazen.

## Verwijzingen
1. ↑  IJzeren Gardisten schonden in 1936 ook Duca's herdenkingsplaat op de plek waar hij vermoord was
2. ↑  The Romanians. A History, door Vlag Georgescu (1991), blz. 208
3. ↑  The Romanians. A History, door Vlad Georgescu (1991), belz. 208